# Teatr Scena Polska Hamburg
Teatr Scena Polska Hamburg (Theater Scena Polska Hamburg) – międzynarodowy zespół teatralny, który założył w 1984 roku polski reżyser Aleksander Berlin przy wsparciu ZBF (Zentrale Bühnen-, Fernseh- und Filmvermittlung).
Teatr Scena Polska Hamburg realizował dwa zasadnicze cele:
1. Pierwszym celem było przedstawianie niemieckiej publiczności polskiej dramaturgii w niemieckim języku, co miało – w obliczu ówczesnej sytuacji w Polsce – znaczenie nie tylko kulturalne, ale było równocześnie jednoznaczną demonstracją polityczną.
2. Drugim celem było przygotowanie zawodowych aktorów z różnych krajów ówczesnego bloku wschodniego, którzy znaleźli się na emigracji w RFN, do pracy na niemieckojęzycznych scenach, aby im przez to stworzyć możliwość dalszego uprawiania wyuczonego zawodu.

Ze względu na drugi cel, Scena Polska była międzynarodowym zespołem. Poza Polakami Scena Polska skupiła ludzi z Czechosłowacji, Rumunii, Węgier, Związku Radzieckiego oraz obu części podzielnych Niemiec.
Teatr Scena Polska Hamburg zdobył renomę głównie dzięki inscenizacjom sztuk Ślub (niem. tytuł Die Trauung) Witolda Gombrowicza (czerwiec 1985) i Indyk (Der Truthahn) Sławomira Mrożka (styczeń 1986). Obie sztuki miały premierę i były grane w teatrze TiK (Theater in der Kunsthalle des Thalia Theaters, Teatr w Muzeum, scena teatru Thalia), a poza tym były prezentowane w różnych miastach Niemiec, między innymi także w zachodnioberlińskiej Akademii Sztuk (Akademie der Künste), która zaprosiła Ślub na kilkudniowe gościnne występy. Oba te przedstawienia zostały też zakwalifikowane przez Naczelną Redakcję Filmu i Teatru publicznej telewizji NRD do rejestracji. Ostatecznie został zakupiony przez publiczną telewizję Indyk, który poza telewizyjną premierą miał jeszcze cały szereg powtórzeń.
Scena Polska przygotowała także mniejsze sztuki przeznaczone do obsługi tras wyjazdowych, jak np. Policja Sławomira Mrożka, która była grana w latach 1986–1989 na gościnnych występach w RFN i Szwajcarii. Z myślą o utrzymaniu się bez dotacji Scena Polska zainwestowała także w duże przedstawienie dla dzieci, w którym występował cały zespół – Jak szewc Rumcajs został rozbójnikiem czeskich autorów Sašy Lichego und Václava Čtvrteka (reżyseria: Henryk Maruszczyk).
Po utracie dotacji niemożliwe stało się kontynuowanie dotychczasowej działalności, tym bardziej że dotychczasowi członkowie zespołu aktorskiego dostali oferty pracy i zostali zaangażowani przez różne teatry. Scena Polska musiała więc zmienić formę swojej pracy. Aby wykorzystać kapitał moralny, jaki zdobyła w trakcie swojej działalności, zaczęła przedstawiać małe formy teatralne z Polski. Pod tytułem „Teatr w walizce” (Theater im Koffer) proponowała niemieckiej publiczności małe przedstawienia, które zostały wyróżnione na różnych festiwalach monodramu i małej formy w Polsce. W ramach tej akcji przedstawiła niemieckiej publiczności wielu aktorów, którzy dzisiaj należą w Polsce do najbardziej znanych, jak na przykład Andrzej Grabowski, Mikołaj Grabowski, Leszek Piskorz, Marek Kalita, Edward Żentara czy Jan Peszek.
Po upadku Muru Berlińskiego i rozpadzie totalitarnych systemów w Europie Wschodniej teatr Scena Polska został rozwiązany, ponieważ jego cele statutowe przestały istnieć. Pozostał prospekt tego teatru, który zapowiadał, że kolorowy ptak sztuki przebije mur dzielący Europę.